# Dyea

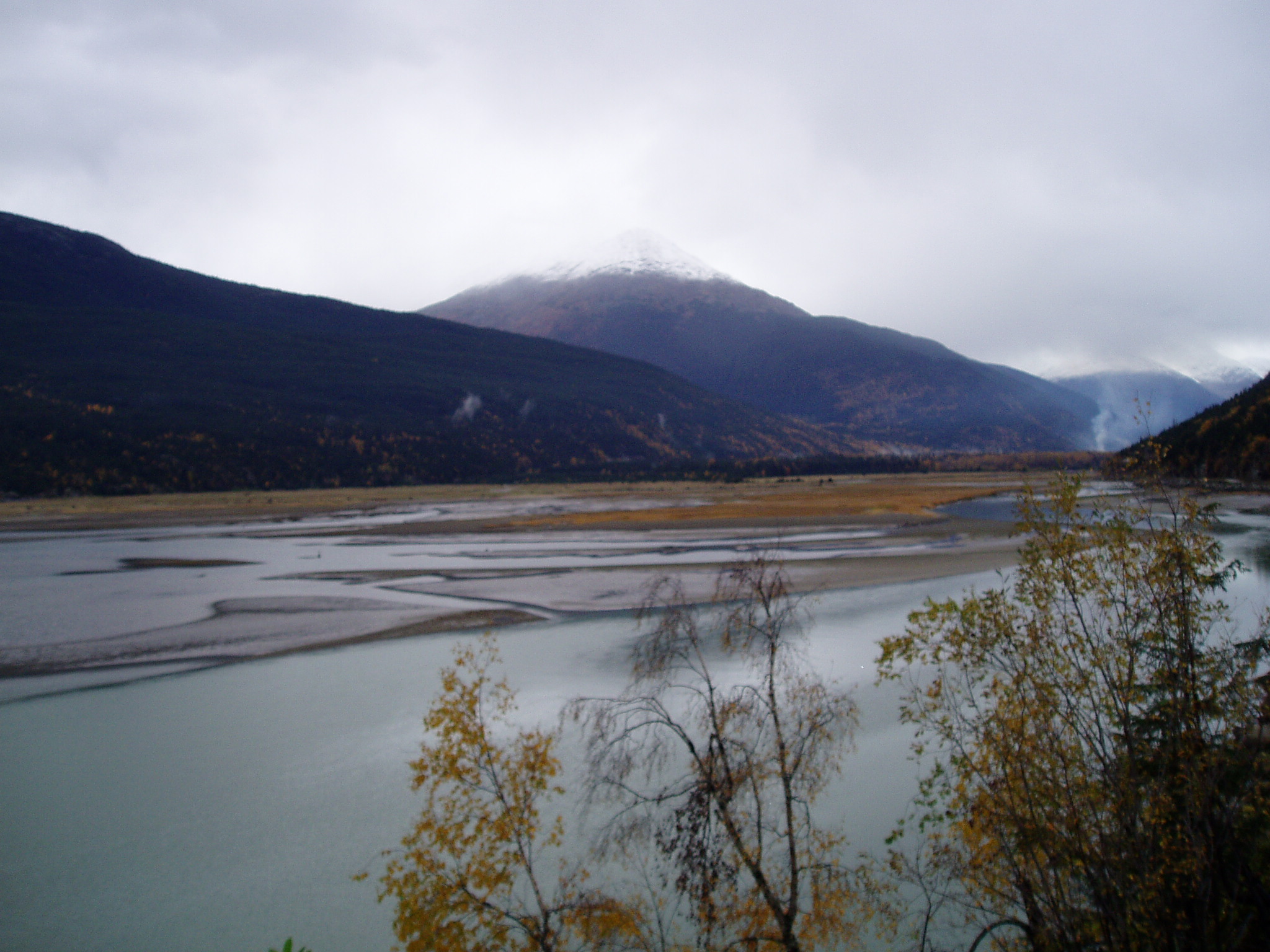
Rzeka Taiya dzieląca Dyea od zaczynającej się przełęczy Chilkoot.

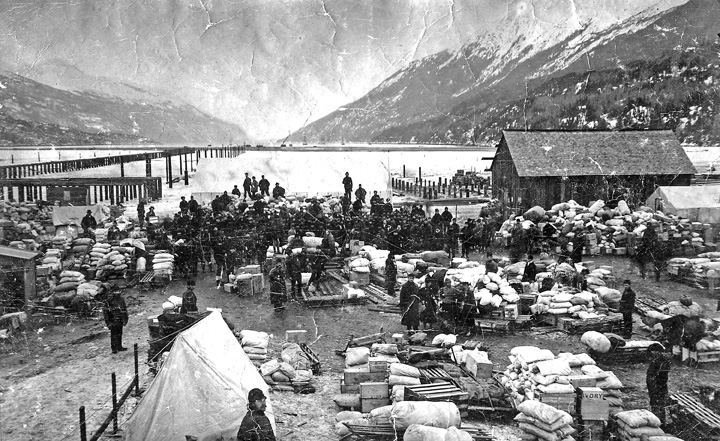
Nabrzeże w Dyea w trakcie trwania gorączki złota nad Klondike.

Dyea – opustoszałe miasto znajdujące się w amerykańskim stanie Alaska. W dolinie wokół miasta znajduje się jeszcze kilka osad, w których żyje kilkanaście osób, jednakże dostęp do nich jest bardzo ograniczony i trudny. Dyea jest położona nieopodal rzeki Taiya oraz przełęczy Chilkoot. Podczas gorączki złota nad Klondike, Dyea była jedną z baz dla górników oraz poszukiwaczy złota, którzy używali Chilkoot, jako głównej trasy w drodze do kopalń złota w Jukonie.
Z uwagi na  płytkość portu w Dyea, statki chętniej cumowano w porcie położonym w Skagway, mieście nieopodal, co mocno zahamowało rozwój miasta, a zamknięcie połączenia kolejowego z Skagway przez White Pass, oraz odkrycie nowej alternatywnej trasy przez White Pass and Yukon Route spowodowało, że górnicy nie używali już tak często Dyea, jako swojego punktu zaopatrzeniowego. Wraz z końcem gorączki złota miasto całkowicie opustoszało.
Do niedawna część narodowego parku historycznego gorączki złota nad Klondike znajdowała się w Dyea, jednakże obecnie całość została przeniesiona do Skagway.
Opustoszałe od lat miasto odwiedzane jest przez dziką zwierzynę, która występuje na Alasce, głównie przez niedźwiedzie brunatne, baribale, renifery oraz orły.